# Hele Historien
Hele Historien er en portrætserie på TV2.
I programmet fortæller kendte dansker om deres livs op -og nedture. Det er hovedpersonen selv der fortæller historien sammen med sin nærmeste

## Hele Historien om
| Afsnit | Kendte                 | Sendt             |
| ------ | ---------------------- | ----------------- |
| 1      | Ole Henriksen          | 14. oktober 2008  |
| 2      | Jacob Haugaard         | 4. september 2009 |
| 3      | Renée Toft Simonsen    | 6. oktober 2009   |
| 4      | Suzanne Bjerrehuus     | 13. oktober 2009  |
| 5      | Anders Fogh Rasmussen  | 20. oktober 2009  |
| 6      | Johnny "Kandis" Hansen | 28. august 2009   |
| 7      | Gitte Nielsen          | 5. april 2010     |
| 8      | Anni Fønsby            | 29. marts 2011    |
| 9      | Mikkel Kessler         | 2. april 2011     |
| 10     | Joan Ørting            | 27. april 2011    |
| 11     | Jan Fog                | 11. maj 2011      |
| 12     | Flemming Østergaard    | 18. maj 2011      |
| 13     | Peter Belli            | 20. december 2011 |

## Ekstern henvisning
- Hele Historien på Internet Movie Database (engelsk)